# Winnipeg Blue Bombers
Winnipeg Blue Bombers é uma equipe profissional de futebol americano do Canadá participante da Divisão Oeste da Canadian Football League  da cidade de Winnipeg, Manitoba.
Foi fundado em 1930 como Winnipeg Football Club e já ganhou doze Grey Cups nos anos: 1935, 1939, 1941, 1958, 1959, 1961, 1962, 1984, 1988, 1990, 2019 e 2021), foi o primeiro clube fora das províncias de Ontario e Quebec a ganhar um campeonato.

## Estádio
A equipe começou jogando no Osborne Stadium, em 1953 passou a mandar seus jogos no recém construído Winnipeg Stadium (atualmente Canad Inns Stadium), desde 2013 sua "casa" é o Investors Group Field.